# Планински саламандри
Планинските саламандри (Batrachuperus) са род земноводни от семейство Азиатски тритони (Hynobiidae). Таксонът е описан за пръв път от Жорж Албер Буланже през 1878 година.

## Видове
- Batrachuperus daochengensis
- Batrachuperus karlschmidti
- Batrachuperus londongensis
- Batrachuperus pinchonii
- Batrachuperus taibaiensis
- Batrachuperus tibetanus – Тибетски саламандър
- Batrachuperus yenyuanensis – Дългоопашат саламандър